# Roseau River
Der Roseau River ist ein rechter Nebenfluss des Red River of the North im Nordwesten des US-Bundesstaats Minnesota und im äußersten Süden der kanadischen Provinz Manitoba.
Der Roseau River entspringt ca. 50 km südlich des Lake of the Woods. Von dort fließt er ein kurzes Stück nach Westen. Dabei durchfließt er den Mulligan Lake und den im Hayes Lake State Park gelegenen kleinen Stausee Hayes Lake. Anschließend wendet er sich nach Nordwesten und durchquert die Countys Beltrami, Lake of the Woods, Roseau und Kittson. Die Kleinstadt Roseau liegt am Flussufer. Der Roseau River überquert die Grenze nach Manitoba. Er passiert die Orte Roseau River und Dominion City und mündet schließlich unweit von Letellier in den Red River of the North. Der Roseau River hat eine Länge von 344 km. Er hat bei Dominion City einen mittleren Abfluss von 10 m³/s. Sein Einzugsgebiet umfasst etwa 5630 km².